# 科尔沁区
科尔沁区是内蒙古自治区通辽市下辖的一个市辖区，通辽市政府所在地。前身为哲里木盟下辖县级通辽市，1999年1月13日，哲里木盟撤销，改为地级通辽市，原县级通辽市改称科尔沁区。區人民政府駐霍林河大街西908號。

## 高等教育
内蒙古民族大学，内蒙古东部地区最重要的一所大学，具有鲜明的民族特色的综合性大学，其中蒙医药学领跑全国。

## 行政区划
科尔沁区下辖15个镇、10个乡、1个苏木：
科尔沁街道、西门街道、永清街道、明仁街道、施介街道、团结街道、东郊街道、铁路街道、电厂街道、霍林河街道、河西街道、红星街道、建国街道、新城街道、滨河街道、大林镇、钱家店镇、余粮堡镇、木里图镇、丰田镇、清河镇、育新镇、庆和镇、敖力布皋镇、辽河镇、莫力庙苏木、哲南农场、三义堂农场、高林屯种畜场、胡力海原种繁殖场、莫力庙羊场和半截店牧场。

## 人口民族
根据(内蒙古自治区)通辽市第七次全国人口普查公报显示：科尔沁区常住人口为718665人，男性人口占比49.65%，女性人口占比50.35%，年龄结构中0-14岁占比12.38%，15-59岁占比67.48%，60岁以上占比20.14%，65岁以上占比12.97%。